# Heinrich Mattoni

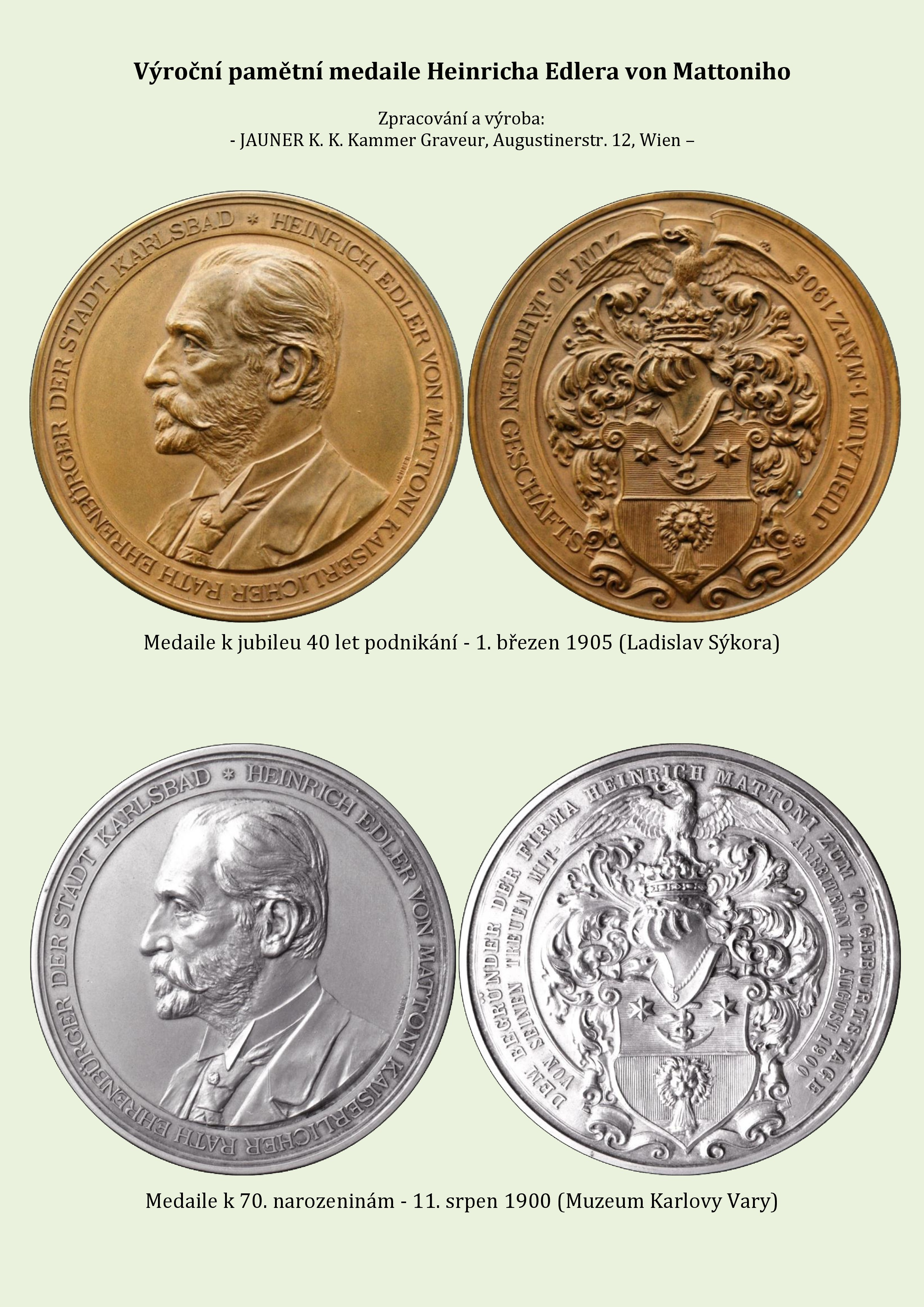
Výroční pamětní medaile Heinricha Edlera von Mattoniho – porovnání obou dochovaných kusů – Medaile k 70. narozeninám a výroční medaile 40. výročí podnikání.

Heinrich Kaspar von Mattoni (11. srpna 1830, Karlovy Vary – 14. května 1910, Karlovy Vary) byl císařský rada, člen c. k. rakouské rady pro železnici, majitel lázní Giesshübl Sauerbrunn (do roku 1895 Giesshübl Puchstein, nyní Kyselka), podnikatel a průmyslník z Karlových Varů v Čechách, pocházející ze starého italského rodu. Jeho jméno dodnes nese karlovarská minerální voda Mattoni.

## Život
Pocházel ze staré italské obchodnické rodiny z Tremedia z Milánska. Předek rodu, Oktavián Mattoni, přesídlil do Habsburské říše a v Karlových Varech založil českou větev rodu sňatkem (17. září 1697) s dcerou měšťana a radního Jana Breitfeldera, Veronikou (* 1676).

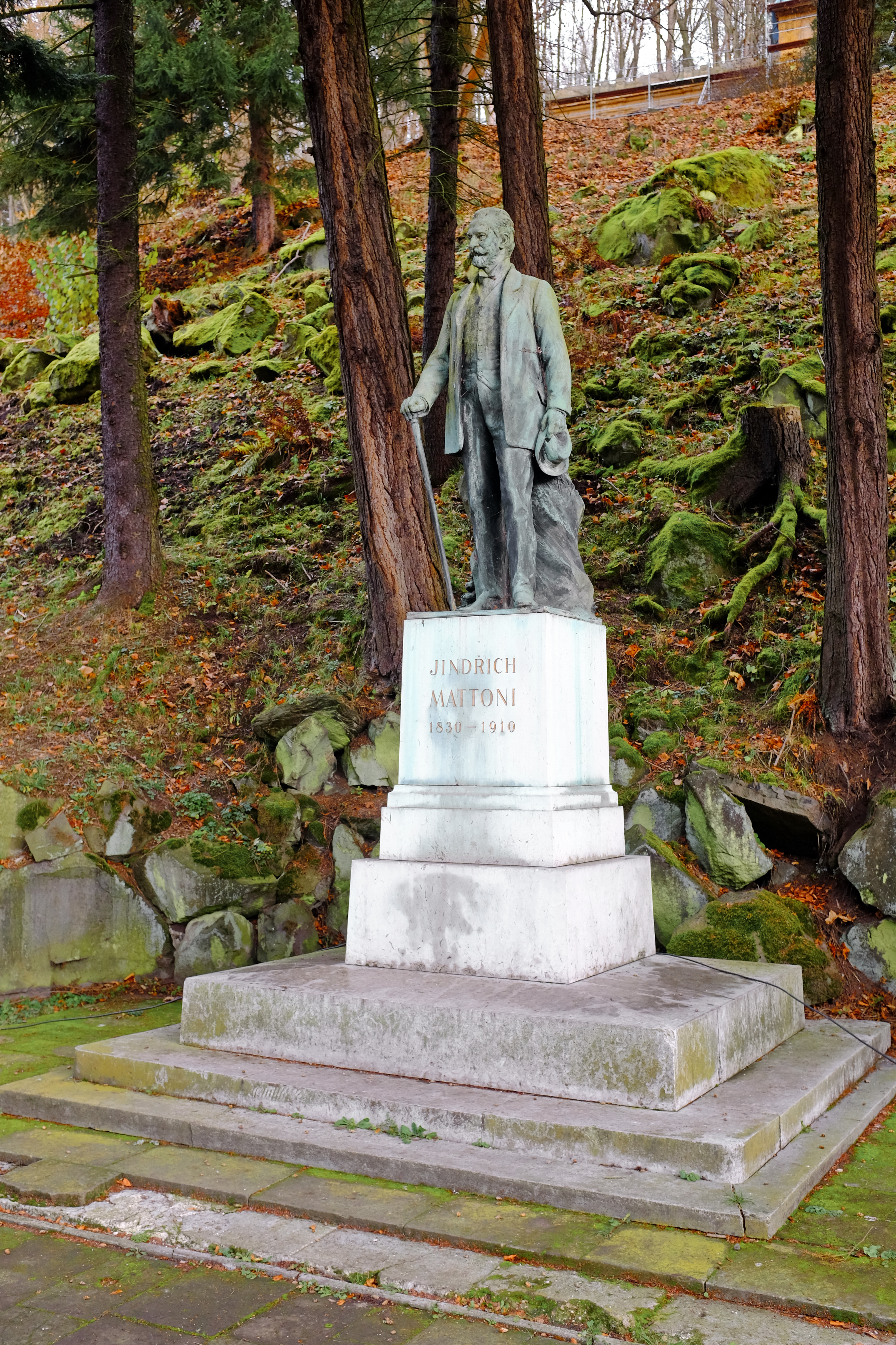
Mattoniho pomník v obci Kyselka

Heinrichův otec, Karl Mattoni, byl obecním radou v Karlových Varech a úspěšným cínařem. Heinrich Mattoni vyrůstal v privilegovaných poměrech a dostalo se mu vynikajícího vzdělání. Po ukončení studií několik let pracoval jako účetní, respektive jako cestující obchodník několika větších vývozních podniků ve Vídni a Hamburku. Po dvanácti letech učení a cestování se vrátil do svého rodiště.
Zde si pronajal roku 1856 od městského spolku skomírající expedici městské minerální vody a přes široce rozvětvený systém brzy dosáhl obrovského odbytu. Jeho obchodním partnerem byl karlovarský měšťan Friedrich Knoll a až do roku 1873 nesla firma (kdy Knoll ji opustil) název Knoll-Mattoni. Již v roce 1867 získal do pronájmu také expedici léčivé vody z Ottova pramene v sousední obci Giesshübl-Puchstein, nyní Kyselka, kterému se nyní mohl plně věnovat. Dne 19. dubna 1858 se v Karlových Varech oženil s dcerou purkmistra Jana Petra Knolla, sestrou svého obchodního partnera Friedricha Knolla, Vilemínou (1838–1919). Z jejich manželství se narodilo 7 dětí (2 synové a 5 dcer). Stránky firmy Karlovarské minerální vody uvádí, že se páru celkem narodilo 8 dětí, z čehož dospělosti se jich dožilo 6. Děti: Helena Maria Theresia (1858–1858), Rosa Wilhelmina Catharina (* 1859), Leo Friedrich Karl (* 1862), Maria Juliana (* 1864), Theresia Anna (* 1866), Camilla Emilia (1869–1885), Amalia Anna (* 1872) a Heinrich Johann Peter (* 1874).

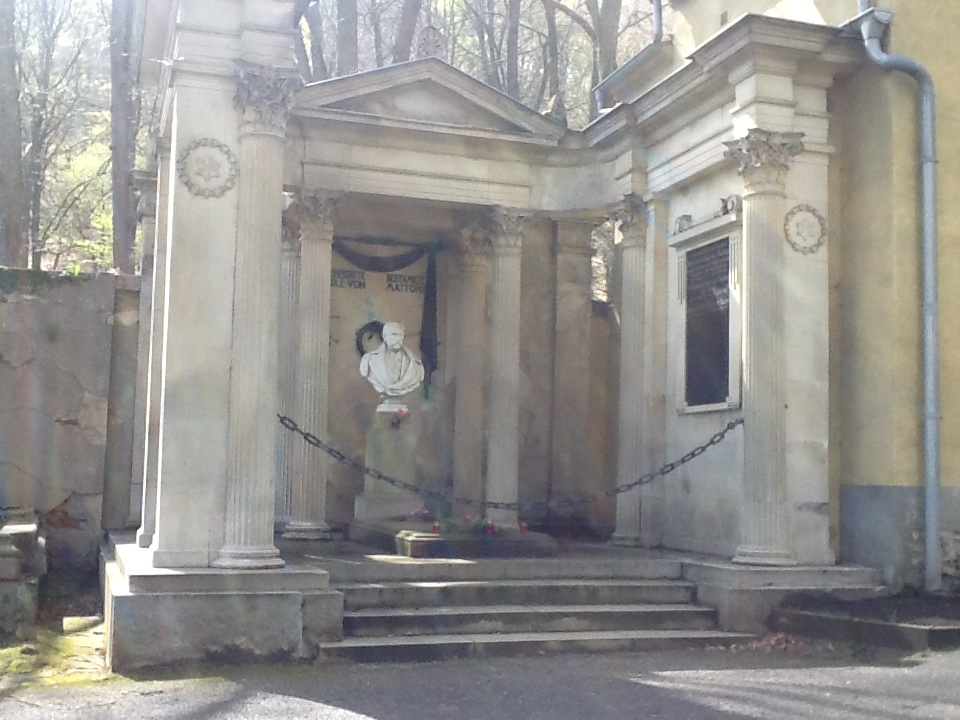
Mattoniho hrob na hřbitově v Karlových Varech

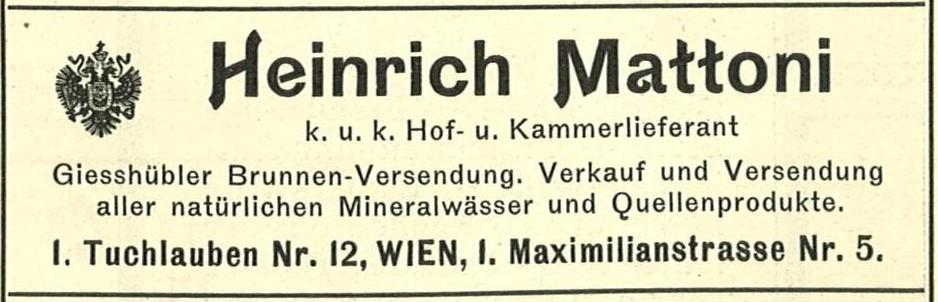
Mattoniho reklama (1906)

V roce 1867 (kronika Mattoni, Leo v. Mattoni) začal zkušebně stáčet vodu do skleněných lahví, která až do té doby byla běžně stáčena do hliněných nádob. Zcela se dle Lea von Mattoniho na skleněné lahve přešlo až v roce 1873. První lahve měly pouze lité nápisy (1867 “Giesshübler Sauerbrunn” a v roce 1873 “Mattoni Giesshübler Sauerbrunn”. Tyto skleněmé lahve nechal později opatřit nejdříve obyčejnou etiketou “König Otto Quelle” a se jménem svého společníka Knolla (na dochovaných lahvích se fragmenty etiket vždy nalézaly proti litému nápisu) další etiketa již byla s notoricky známým symbolem, červeným orlem, avšak vyobrazení bylo v roce 1874 ještě upraveno (na první etiketě vyobrazený orel šerpu se jménem Heinrich Mattoni trhal) první etiketa právě s tímto symbolem byla prokazatelně užita v polovině roku 1873). Nabytím minerálního rašeliniště Soos u Františkových Lázní vytvořil také úspěšný průmysl pro využití vedlejších produktů pramenů, jako např. rašelinový a železný louh, nebo rašelinovou sůl. Díky svým úspěchům a kvalitě svých produktů a služeb, byl v roce 1870 jmenován „c. k. dvorním dodavatelem minerální vody“ a v roce 1898 dokonce c. a k. komorním dodavatelem císaře. Ve Vídni měl obchody na ulicích Tuchlauben 12 a Maximilianstraße 5 v 1. vídeňském obvodu. Z peněz utržených za prodej minerálních vod byla financována výstavba městských lázní Kyselka.
Statkář a majitel realit Heinrich Mattoni byl nejvyšším rozhodnutím císaře Františka Josefa I. ze dne 27. října 1889 povýšen do rakouského šlechtického stavu s právem dědičně užívat čestný titul „šlechtic“. Majestát byl vydán ve Vídni dne 3. ledna 1890.
Heinrich Mattoni nechal vybudovat osmikilometrovou železniční trať z Vojkovic nad Ohří do Kyselky, která byla v roce 1895 uvedena do provozu.
V červenci 2016 bylo v obci Kyselka otevřeno Mattoni Muzeum, které se věnuje životu a podnikání Heinricha Mattoniho a historii stáčení minerálních vod.
V červnu 2017 bylo otevřeno soukromé Mattoniho muzeum v Nejdku u Karlových Varů, kde je velká část expozice věnována osobě Heinricha Mattoniho, stáčení a vývozu minerální vody v průběhu 19. a 20. století. Mimo jiné je zde umístěna jedna ze dvou unikátních medailí Heinricha Edlera von Mattoniho, kronika Karlovarských ostrostřelců spolu s pamětní medailí spolku, dále soukromá fotografická alba z majetku rodiny Mattoni, návštěvní knihy lázní Kyselka, z nichž je ve starší z nich v roce 1852 zapsán řecký král Otto I., po němž je v Kyselce pojmenován nejznámější z pramenů – Ottův pramen, a mnoho dalších originalit spojených s osobou a rodinou tohoto podnikatele.

## Ocenění
- Řád Františka Josefa, komtur (1908)[17]
- Čestný kříž knížete Schaumburg-Lippe 3. třídy.[18]
- Řád svatého Řehoře Velikého,  komandér[19]

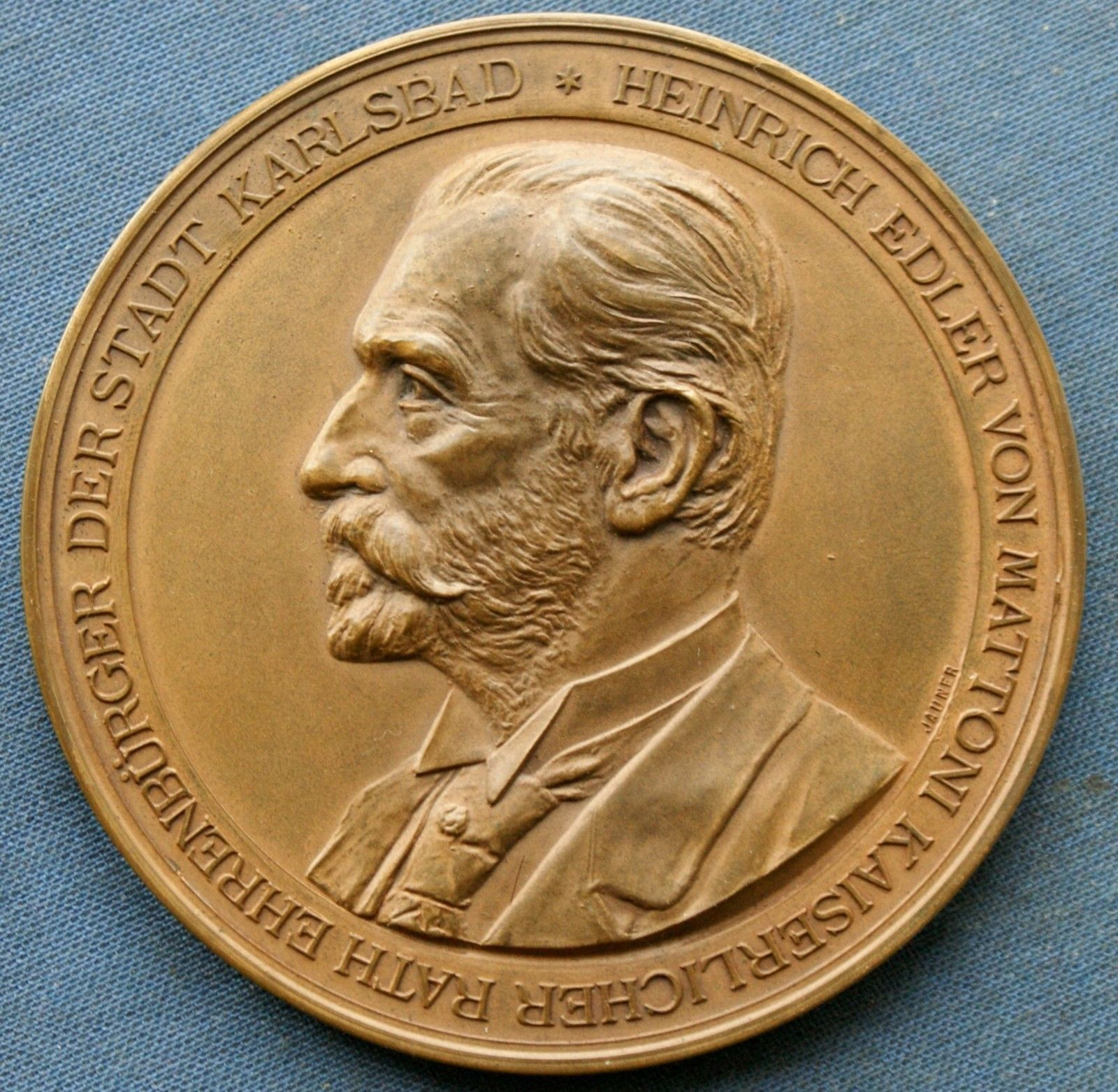
Mattoniho muzeum Nejdek – medaile z roku 1905 k výročí otevření Vídeňské pobočky společnosti Heinrich Mattoni A. G.
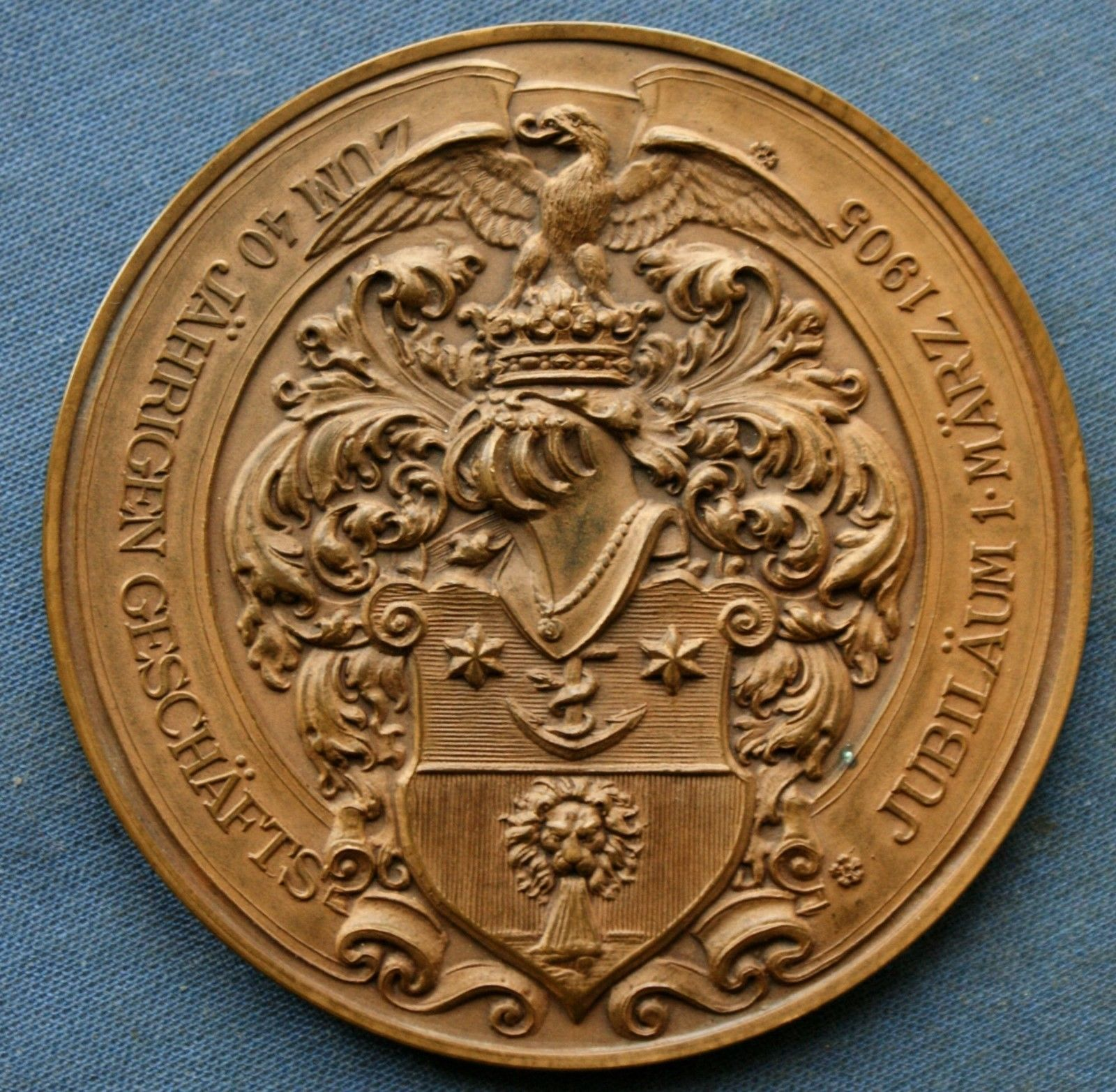
Mattoniho muzeum Nejdek – medaile z roku 1905 k výročí otevření Vídeňské pobočky společnosti Heinrich Mattoni A. G.